# Хэннем, Эдит
Эдит Маргарет Хэннем (англ. Edith Margaret Hannam); урождённая Буше, 28 ноября 1878 – 16 января 1951) ― теннисистка из Великобритании. Принимала участие в соревнованиях на летних Олимпийских играх 1912 года, где ей удалось завоевать две золотые медали.

## Семейная жизнь
Эдит Маргарет Буше родился в городе Бристоль, графство Глостершир, 28 ноября 1878 года. Она была дочерью Джона и Джулии Буше, её отец работал аптекарем.
Эдит вышла замуж за Фрэнсиса Джона Хэннема в Лонг-Аштон в 1909 году. Командуя в Глостерширском полку в звании капитана, он был убит в бою во Франции 5 июля 1916 года.

## Теннисная карьера

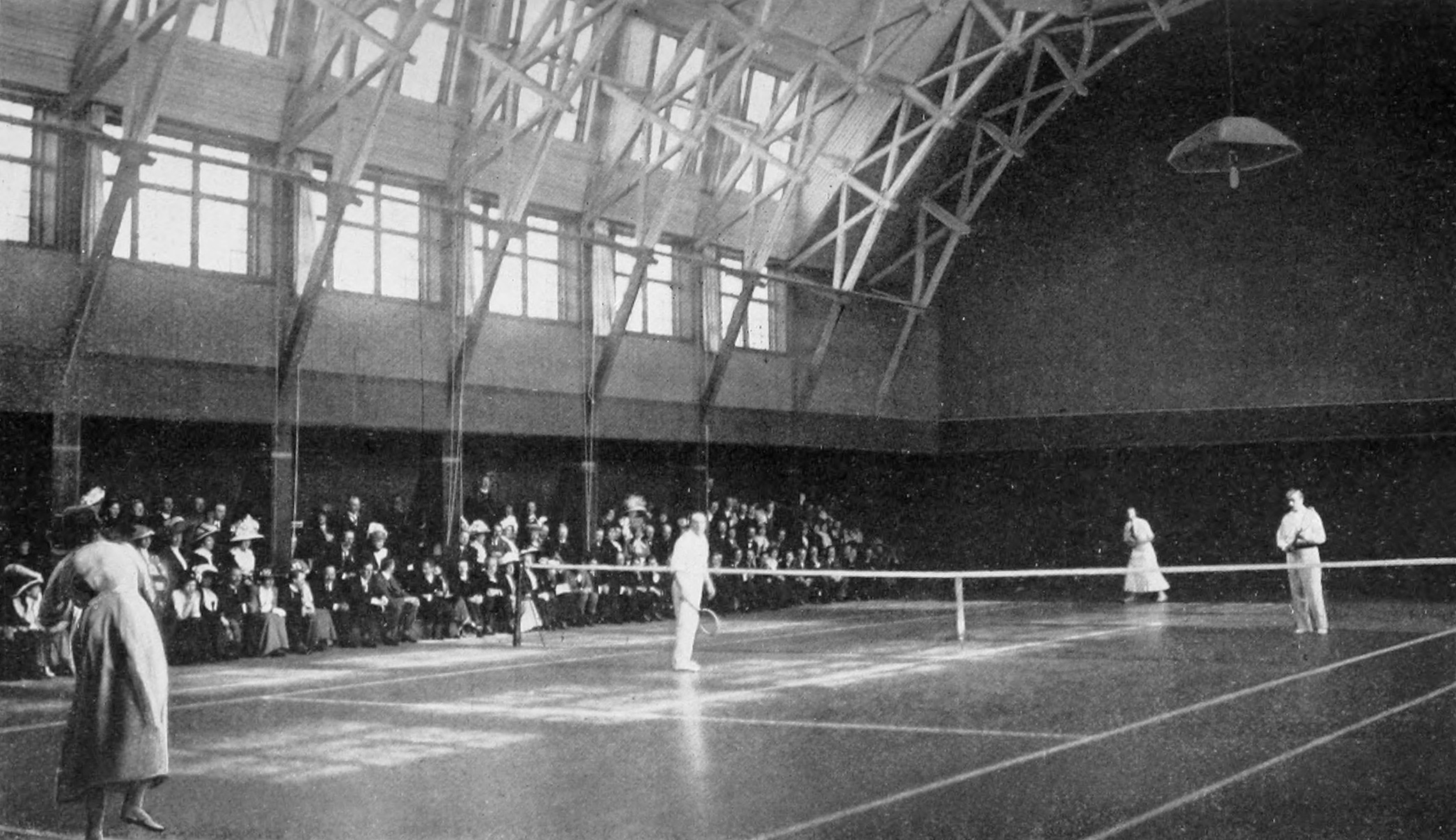
Финал микста в зале на Олимпийских играх 1912 года

В 1909 году на теннисном турнире Cincinnati Masters, Ханнам победила в одиночном и смешанном парном разрядах, а в парном разряде стала финалисткой. Ей удалось одержать победу над Мартой Кинси в финале за титул победителя в одиночном разряде. Играла в паре с Джулией Фриберг в парном финале, и вместе с Линкольн Митчелл одержала победу в парном смешанном разряде.
На Олимпийских играх 1912 года Хэннем завоевал золотую медаль в женском одиночном разряде, обыграв теннисистку из Дании Софи Кастеншольд в двух сетах, и в смешанном парном разряде турнира вместе с партнером Чарльзом Диксоном. В 1914 году вышла в женский парный финал на Уимблдоне с партнером Этелем Ларкомбом, но проиграла в двух сетах с Элизабет Райан и Агнес Мортон.